# Canton de Tsingoni
Le canton de Tsingoni est une division administrative française située dans le département et la région de Mayotte.

## Histoire
Le décret du 18 mai 1977 crée les communes mahoraises et associe à chaque commune un canton.

## Représentation

### Représentation avant 2015
| Période                                  | Période | Identité       | Étiquette  | Qualité                                       |
| ---------------------------------------- | ------- | -------------- | ---------- | --------------------------------------------- |
| 2008                                     | 2015    | Issoufi Hamada | SE puis PS | Vice-président du conseil général (2011-2015) |
| Les données manquantes sont à compléter. |         |                |            |                                               |

### Représentation depuis 2015
| Période élective | Période élective | Mandat | Mandat   | Identité                                  | Nuance | Nuance | Qualité                                             |
| ---------------- | ---------------- | ------ | -------- | ----------------------------------------- | ------ | ------ | --------------------------------------------------- |
| 2015             | 2021             | 2015   | 2021     | Ben Issa Ousseni                          |        | LR     | Vice-président du conseil départemental (2015-2021) |
| 2015             | 2021             | 2015   | 2021     | Fatimatie Bintie Darouchi Razafinatoandro |        | LR     | Vice-présidente de la chambre d'agriculture         |
| 2021             | 2028             | 2021   | en cours | Ben Issa Ousséni                          |        | DVD    | Président du conseil départemental                  |
| 2021             | 2028             | 2021   | en cours | Zaounaki Saindou                          |        | DVD    | Conseillère à l'emploi                              |

À l'issue du 1er tour des élections départementales de 2015, deux binômes sont en ballotage : Ben Issa Ousséni et Fatimatie Bintie Darouchi Razafinatoandro (UMP, 37,01 %) et Issoufi Hamada et Roukia Mahamoudou (PS, 24,53 %). Le taux de participation est de 67,03 % (4 917 votants sur 7 336 inscrits) contre 62,64 % au niveau départemental et 50,17 % au niveau national.
Au second tour, Ben Issa Ousséni et Fatimatie Bintie Darouchi Razafinatoandro (UMP) sont élus avec 58,91 % des suffrages exprimés et un taux de participation de 71,27 % (2 992 voix pour 5 233 votants et 7 342 inscrits).

## Composition

### Composition avant 2014
Le canton était composé de l'unique commune de Tsingoni.

### Composition depuis 2014
Depuis le redécoupage de 2014, le canton est composé des communes de M'Tsangamouji et de Tsingoni.

## Démographie

### Démographie avant 2015
| 2002  | 2007  | 2012   |
| ----- | ----- | ------ |
| 7 779 | 9 200 | 10 454 |

### Démographie depuis 2015
En 2017, le canton comptait 20 366 habitants.
| 2017   |
| ------ |
| 20 366 |